# XV з'їзд Комуністичної партії Молдавії
XV з'їзд Комуністичної партії Молдавії — з'їзд Комуністичної партії Молдавії, що відбувся 22—24 січня 1981 року в місті Кишиневі.

## Порядок денний з'їзду
1. Звіт ЦК КПМ
2. Звіт Ревізійної Комісії КПМ
3. Вибори керівних органів КПМ.

## Керівні органи партії
Обрано 125 членів ЦК КПМ, 55 кандидатів у члени ЦК КПМ та 31 члена Ревізійної Комісії КПМ.

### Члени Центрального комітету КП Молдавії
- Алексей Панас Іванович — 1-й секретар Теленештського райкому КПМ
- Андрущак Віктор Юхимович — завідувач відділу інформації і зарубіжних зв'язків ЦК КПМ
- Арнаут Ілля Ілліч — 1-й секретар Чадир-Лунзького райкому КПМ
- Бабій Володимир Васильович — 1-й секретар ЦК ЛКСМ Молдавії
- Болбат Іван Семенович — міністр будівництва і експлуатації автомобільних доріг Молдавської РСР
- Бондаренко Михайло Васильович — голова Державного комітету Молдавської РСР з виробничо-технічного забезпечення сільського господарства
- Бондарчук Микола Федорович — 1-й секретар Бендерського міськкому КПМ
- Боцу Павло Петрович — 1-й секретар правління Спілки письменників Молдавської РСР
- Брадулов Микола Михайлович — міністр внутрішніх справ Молдавської РСР
- Будіштян Максим Ананійович — 1-й секретар Леовського райкому КПМ
- Бузе Семен Григорович — 1-й секретар Кутузовського райкому КПМ
- Власов Євген Іванович — завідувач відділу будівництва і міського господарства ЦК КПМ
- Вишку Василь Костянтинович — голова правління Молдавської спілки споживчої кооперації
- Волков Гаврило Мойсейович — голова Комітету державної безпеки Молдавської РСР
- Волосюк Василь Михайлович — міністр юстиції Молдавської РСР
- Воронін Петро Васильович — голова Комітету народного контролю Молдавської РСР
- Воротило Андрій Степанович — завідувач відділу планових і фінансових органів ЦК КПМ
- Герцеску І.Г. —
- Глєбов Віталій Іванович — 1-й секретар Тараклійського райкому КПМ
- Гонца Іван Володимирович — оператор із виробництва свинини Сороцького районного виробничого об'єднання «Колгоспживпром»
- Графов Сергій Сергійович — голова Державного комітету Молдавської РСР у справах будівництва
- Грек Василь Іванович — голова Державно-кооперативного виробничо-наукового об'єднання із агрохімічного обслуговування сільського господарства Молдавської РСР
- Гроссу Семен Кузьмович — 1-й секретар ЦК КПМ
- Даниленко Валентин Дмитрович — завідувач відділу культури ЦК КПМ
- Дейнега Микола Семенович — начальник управління Молдавської залізниці
- Делєв Андрій Васильович — 1-й секретар Унгенського райкому КПМ
- Демченко Іван Іванович — міністр промисловості будівельних матеріалів Молдавської РСР
- Д'єур Михайло Пилипович — завідувач відділу адміністративних органів ЦК КПМ
- Дигай Гліб Григорович — завідувач відділу організаційно-партійної роботи ЦК КПМ
- Добинда Василь Іванович — керуючий справами Ради Міністрів Молдавської РСР
- Дога Іван Григорович — бригадир тракторно-рільничої бригади колгоспу імені Федора Антосяка Рибницького району
- Драганюк Кирило Олексійович — міністр охорони здоров'я Молдавської РСР
- Єремей Григорій Ісидорович — голова Молдавської республіканської ради профспілок
- Єремія Михайло Дмитрович — редактор газети «Молдова Сочіалісте»
- Єрмаков Віктор Федорович — військовий, командувач 14-ї армії Одеського військового округу.
- Житнюк Галина Михайлівна — міністр легкої промисловості Молдавської РСР
- Жученко Олександр Олександрович — президент Академії наук Молдавської РСР
- Загадайлов Федір Михайлович — голова Партійної комісії при ЦК КПМ
- Зазимко Анатолій Пилипович — завідувач відділу сільського господарства і харчової промисловості ЦК КПМ
- Зіду Дмитро Георгійович — міністр освіти Молдавської РСР
- Зоріка Михайло Дмитрович — 1-й секретар Котовського райкому КПМ
- Іващук Дмитро Іванович — голова Аграрно-промислового об'єднання Молдавської РСР із виробництва, заготівель, промислової переробки і збуту овочів і фруктів
- Каленик Євген Петрович — секретар ЦК КПМ
- Калін Іван Петрович — голова Президії Верховної Ради Молдавської РСР
- Карайон Омелян Мефодійович — 1-й секретар Каларашського райкому КПМ
- Карпов Борис Петрович — начальник Головного управління енергетики і електрифікації при РМ Молдавської РСР
- Качанов Юрій Володимирович — редактор газети «Советская Молдавия»
- Кердиваренко Василь Олександрович — міністр вищої і середньої спеціальної освіти Молдавської РСР
- Кишлар Олександр Степанович — 1-й секретар Оргіївського райкому КПМ
- Кіктенко Володимир Костянтинович — 1-й секретар Кишинівського міськкому КПМ
- Кіріяк Неля Павлівна — заступник голови Ради Міністрів Молдавської РСР
- Кіров Іван Дмитрович — 1-й секретар Рибницького райкому КПМ
- Козуб Костянтин Іванович — начальник Центрального статистичного управління Молдавської РСР
- Конников Олег Іванович — 1-й секретар Ніспоренського райкому КПМ
- Константинов Антон Сидорович — міністр культури Молдавської РСР
- Корнієнко Валерій Степанович — 1-й секретар Страшенського райкому КПМ
- Корнован Дмитро Семенович — постійний представник Ради Міністрів Молдавської РСР при Раді Міністрів СРСР
- Костін Пантелеймон Дмитрович — 1-й секретар Леовського райкому КПМ
- Которобай Іван Захарович — робітник Кишинівського тракторного заводу
- Кускевич Іван Васильович — міністр побутового обслуговування населення Молдавської РСР
- Кутиркін Владислав Георгійович — заступник голови Ради Міністрів Молдавської РСР, голова Державної планової комісії Молдавської РСР
- Лещинський Валентин Борисович — керуючий справами ЦК КПМ
- Лозан Степан Іванович — голова Державного комітету Молдавської РСР із телебачення і радіомовлення
- Лук'янов Микола Миколайович — голова Агропромислового об'єднання Молдавської РСР із виноградарства і виноробства
- Лупашку Михайло Феодосійович — міністр сільського господарства Молдавської РСР
- Мельник В.С. —
- Мельник Ганна Василівна — секретар Президії Верховної Ради Молдавської РСР
- Мельник Костянтин Олексійович — завідувач відділу легкої промисловості, торгівлі і побутового обслуговування ЦК КПМ
- Мереніщев Микола Володимирович — 2-й секретар ЦК КПМ
- Мокану Олександр Олександрович — 1-й секретар Тираспольського міськкому КПМ
- Неживой Василь Семенович — 1-й секретар Каушанського райкому КПМ
- Одобеску Віра Сергіївна — розкрійниця Кишинівської взуттєвої фабрики «Зоріле»
- Олейник Л.А. —
- Олексич Віталій Миколайович — міністр меліорації і водного господарства Молдавської РСР
- Орган Н.Г. —
- Панфілов Іван Панасович — завідувач відділу пропаганди і агітації ЦК КПМ
- Пармаклі Савелій Михайлович — бригадир бригади комплексної механізації виробничого об'єднання «Агрокомплекс» Чадир-Лунзької районної ради колгоспів
- Пасіковський Олександр Гнатович — завідувач загального відділу ЦК КПМ
- Петрик Павло Петрович — секретар ЦК КПМ
- Платон Михайло Сергійович — завідувач відділу науки і навчальних закладів ЦК КПМ
- Подоляк Юрій Микитович — 1-й секретар Кагулського райкому КПМ
- Поляков Микола Дмитрович — заступник голови Ради Міністрів Молдавської РСР
- Проценко В'ячеслав Олександрович — 1-й секретар Слободзейського райкому КПМ
- Рудь Герасим Якович — ректор Кишинівського сільськогосподарського інституту імені Фрунзе
- Руньковський Валеріан Васильович — 1-й секретар Каменського райкому КПМ
- Руссу Василь Митрофанович — 1-й секретар Дрокіївського райкому КПМ
- Рябчич Віктор Андрійович — голова Ради колгоспів Молдавської РСР
- Саввін Іван Олексійович — міністр фінансів Молдавської РСР
- Савочко Борис Миколайович — секретар ЦК КПМ
- Селецький Георгій Андрійович — бригадир комплексної бригади будівельного управління № 8 Кишинівського тресту «Промбуд»
- Семенов Владислав Федорович — голова Кишинівського міськвиконкому
- Сербін Іван Калістратович — голова Дрокіївської районної ради колгоспів
- Сидоренко Сергій Степанович — заступник голови Президії Верховної Ради Молдавської РСР
- Скуртул Максим Васильович — директор Музею історії КПМ
- Соловйова Валентина Сергіївна — директор Тираспольської швейної фабрики імені 40-річчя ВЛКСМ
- Соломко Франц Михайлович — завідувач відділу промисловості ЦК КПМ
- Стадник Леонід Олексійович — 1-й секретар Бричанського райкому КПМ
- Степанов Георгій Панасович — 1-й заступник голови Ради Міністрів Молдавської РСР
- Табунщик Георгій Дмитрович — 1-й секретар Комратського райкому КПМ
- Терехов Борис Павлович — міністр меблевої і деревообробної промисловості Молдавської РСР
- Тікленко Дмитро Васильович — 1-й секретар Кантемирського райкому КПМ
- Тузлов Михайло Іванович — міністр заготівель Молдавської РСР
- Узун Микола Іванович — міністр будівництва Молдавської РСР
- Урзіка Іван Кирилович — 1-й секретар Григоріопольського райкому КПМ
- Устіян Іван Григорович — голова Ради Міністрів Молдавської РСР
- Фандофан Сергій Федорович — 1-й секретар Окницького райкому КПМ
- Фомін Василь Михейович — міністр автомобільного транспорту Молдавської РСР
- Хинку Варвара Федорівна — бригадир тютюнової бригади дослідного господарства Криулянського науково-виробничого об'єднання із тютюну агропромислового об'єднання «Молдтютюнпром»
- Хропотинський Василь Петрович — голова Державного комітету Молдавської РСР у справах видавництв, поліграфії і книжкової торгівлі
- Худякова Н.І. —
- Частін П.Ф. —
- Чебан Іван Іванович — прокурор Молдавської РСР
- Чеботар Дмитро Семенович — 1-й секретар Глодянського райкому КПМ
- Чекой Архип Ілліч — міністр харчової промисловості Молдавської РСР
- Чокой Георгій Степанович — 1-й секретар Фалештського райкому КПМ
- Чолак Михайло Ісайович — міністр торгівлі Молдавської РСР
- Шапа Петро Іванович — заступник голови Ради Міністрів Молдавської РСР
- Шелар Микола Никанорович — голова Державного комітету Молдавської РСР із професійно-технічної освіти
- Шиманський Георгій Миколайович — 1-й секретар Чимішлійського райкому КПМ
- Шляхтич Макар Микитович — директор Молдавського інформаційного агентства (АТЕМ) при РМ Молдавської РСР
- Штефанець Н.А. —
- Юкін Володимир Максимович — 1-й секретар Бельцького міськкому КПМ
- Якубенко Станіслав Максимович — завідувач відділу транспорту і зв'язку ЦК КПМ
- Якубовський Петро Іванович — голова Державного комітету Молдавської РСР із праці
- Ярандіна Ольга Петрівна — паяльниця Бендерського заводу «Електроапаратура»

### Кандидати у члени Центрального комітету КП Молдавії
- Антосяк В.Г. —
- Аргірій Василь Дмитрович — 1-й заступник голови Комітету народного контролю Молдавської РСР
- Бардаш В'ячеслав Миколайович — 1-й заступник голови Державної планової комісії Молдавської РСР
- Безнощенко Сергій Григорович — військовий комісар Молдавської РСР
- Бикова Ольга Василівна — міністр соціального забезпечення Молдавської РСР
- Бурбуля Олександр Іванович — 1-й заступник голови Кишинівського міськвиконкому
- Бурилков Костянтин Панасович — заступник голови Ради колгоспів Молдавської РСР — голова республіканського виробничого об'єднання «Колгоспбуд»
- Васалатій Григорій Іванович — міністр лісового господарства Молдавської РСР
- Векленко А.А. —
- Вербицький Микола Пилипович — голова Агропромислового об'єднання Молдавської РСР з тютюну
- Воронін Володимир Миколайович — голова Унгенського райвиконкому
- Гарштя М.М. —
- Горша Григорій Іванович — 1-й заступник завідувача відділу організаційно-партійної роботи ЦК КПМ — .09.1983 +
- Гуцу Іван Тимофійович — 1-й секретар Октябрського райкому КПМ
- Дерменжі Михайло Михайлович — 1-й секретар Дубосарського райкому КПМ
- Джесмеджіян Артем Аршакович — помічник 1-го секретаря ЦК КПМ
- Дмитрієв Павло Іванович —
- Добинде Ігор Григорович — 1-й заступник голови Державної планової комісії Молдавської РСР
- Єрмолаєв Євген Васильович — начальник Молдавського управління цивільної авіації
- Кожухар Петро Семенович — 1-й секретар Резинського райкому КПМ
- Коренєв А.А. —
- Коробейников І.М. —
- Крушелинський Максим Іванович — 1-й секретар Шолданештського райкому КПМ
- Кушнір Григорій Іванович — 1-й секретар Фрунзенського райкому КПМ
- Лавранчук Георгій Іванович — 1-й заступник голови Комітету державної безпеки (КДБ) Молдавської РСР
- Лутохіна О.І. —
- Малюга І.Т. —
- Марченко Максим Іванович — голова науково-виробничого об'єднання із тваринництва «Колгосптваринпром» Ради колгоспів Молдавської РСР
- Мирон Антон Семенович — 1-й секретар Сорокського райкому КПМ
- Молдован О.І. —
- Мунтяну Дмитро Іванович — 1-й секретар Криулянського райкому КПМ
- Муткогло Іван Дмитрович — голова міжгосподарського об'єднання механізації і електрифікації Комратської районної ради колгоспів
- Нечаєнко Олександр Васильович — міністр місцевої промисловості Молдавської РСР
- Парфенов Віталій Георгійович — голова Державного комітету Молдавської РСР із матеріально-технічного постачання
- Петраш Валентин Миколайович — редактор газети «Вяца сатулуй»
- Письмак Л.К. —
- Пікус М.М. —
- Плешко Михайло Олександрович — редактор журналу «Комуністул Молдовей»
- Положенко Никанор Володимирович — міністр житлово-комунального господарства Молдавської РСР
- Попов Н.Д. —
- Попович Іван Васильович — 1-й секретар Ришканського райкому КПМ
- Пшеничников В'ячеслав Костянтинович — 2-й секретар Кишинівського міськкому КПУ
- Реніца Є.В. —
- Руссу Л.М. —
- Сангелі Андрій Миколайович — 1-й секретар Дондюшанського райкому КПМ
- Синьов Віктор Григорович — голова Тираспольського міськвиконкому
- Солтан А.Г. —
- Тіунов Анатолій Іванович — міністр м'ясної і молочної промисловості Молдавської РСР
- Ткаченко Володимир Михайлович —
- Улинич А.І. —
- Факіра Т.В. —
- Цвєтков В.І. —
- Цуркан М.М. —
- Чебук Іван Кіндратович — 1-й секретар Вулканештського райкому КПМ
- Чекаті Григорій Якович — голова Державного комітету Молдавської РСР із цін

### Члени Ревізійної комісії КП Молдавії
- Анісімова Ірина Хомівна —
- Бантюк Петро Федорович —
- Бежан М.Н. —
- Болокан Олена Костянтинівна — бригадир слюсарів-складальників Сороцького заводу технологічного обладнання
- Бондар Анатолій Трохимович — 1-й секретар Єдинецького райкому КПМ
- Вода Василь Дмитрович — генеральний директор Вулканештського агропромислового об'єднання «Молдвинпром»
- Григор'єв Р.І. —
- Гусак Георгій Давидович — голова Бельцького міськвиконкому
- Гуцу Дмитро Георгійович — голова Ришканського райвиконкому
- Гуцул І.П. —
- Дубалар Павло Георгійович — 1-й секретар Каменського райкому КПМ
- Загорський Василь Георгійович — голова правління Спілки композиторів Молдавської РСР
- Золотко І.В. —
- Іорданов Іван Єфремович — голова Державного комітету Молдавської РСР із кінематографії, голова Ревізійної Комісії
- Котяци Іван Олександрович — голова Державного комітету Молдавської РСР з охорони природи
- Кутковецький Микола Панасович — 1-й секретар Флорештського райкому КПМ
- Лаврик Анатолій Гаврилович — тракторист міжгосподарського підприємства із виробництва плодів «Новий шлях» Бричанського району
- Мастяєв Володимир Іванович — 1-й секретар Бесарабського райкому КПМ
- Мелека В.К. —
- Мумжі Н.Н. —
- Олар Є.Г. —
- Руссу Василь Петрович — міністр зв'язку Молдавської РСР
- Руссу Іон Миколайович — 1-й секретар Суворовського райкому КПМ
- Симонова М.П. —
- Скальна Л.Є. —
- Собор Євген Васильович — секретар Кишинівського міськкому КПУ
- Урсакі В.А. —
- Устрой Д.Г. —
- Шатохіна Марія Сидорівна — 1-й секретар Ленінського райкому КПМ
- Шишіяну А.Г. —
- Ярутін Володимир Кузьмич — міністр сільського будівництва Молдавської РСР